# Jeu sous forme normale
En théorie des jeux, un jeu sous forme normale est la
spécification de l'espace des stratégies et des fonctions de paiement de chaque joueur à toutes les étapes
possibles du jeu. Il s'agit de la description d'un jeu sous forme de matrice. 

## Définition mathématique

### Définitions préliminaires
La forme normale est employée pour décrire des jeux à nombre de coups, de
joueurs et de stratégies finis. 
- Soit donc un ensemble fini de joueurs {\displaystyle J=\{1,2,...,m\}}.
- Chaque joueur k peut employer un nombre fini de stratégies pures choisies dans l'ensemble 
{\displaystyle S_{k}=\{s_{k,1},s_{k,2},...,s_{k,m_{k}}\}}.
- Soit le produit cartésien :
{\displaystyle \mathbf {S} =S_{1}\times S_{2}\times \ldots \times S_{m}}
- Un profil de stratégies est alors le m-uplet :
{\displaystyle {\vec {s}}=(s_{1},s_{2},\ldots ,s_{m})\in \mathbf {S} }
- Une fonction de paiements est une fonction F :
{\displaystyle F:\mathbf {S} \rightarrow \mathbb {R} ,}
une telle fonction est donnée pour chaque joueur, elle s'interprète comme le gain, éventuellement mesuré en termes d'utilité.
- Soit enfin la fonction : 
{\displaystyle \mathbf {F} :\mathbf {S} \rightarrow \mathbb {R} ^{m}}, telle que
{\displaystyle \mathbf {F} =(F_{1},F_{2},\ldots ,F_{m})} où {\displaystyle F_{k}} désigne la fonction de paiements du joueur k.

### Jeu sous forme normale
Avec les définitions du paragraphe précédent, la forme normale d'un jeu est alors la donnée du {\displaystyle (2m+1)}-uplet
{\displaystyle (J,S_{1},S_{2},\ldots ,S_{m},F_{1},F_{2},\ldots ,F_{m})}
ou encore
{\displaystyle (J,\mathbf {S} ,\mathbf {F} )}

### Jeux infinis
Les définitions données ci-dessus sont également valables pour les jeux
comportant un nombre infini de joueur ou de stratégies
possibles. Toutefois, leur étude demande des outils d'analyse fonctionnelle qui ne sont pas requis en théorie des jeux finis.

## Stratégies mixtes en forme normale
(janvier 2009).

### Avec le profil de stratégies mixtes
Il est possible d'intégrer la possibilité de stratégies mixtes dans un jeu en forme normale.
On suppose alors que chaque joueur associe une probabilité {\displaystyle Pr_{k}} à chaque élément de {\displaystyle S_{k}} :
{\displaystyle \operatorname {Pr} _{k}={\operatorname {Pr} _{k}(1),\operatorname {Pr} _{k}(2),\ldots ,\operatorname {Pr} _{k}(n_{k})}.}
Un profil de stratégies mixtes est alors la donnée des {\displaystyle \operatorname {Pr} _{k},k\in {1,2,\ldots ,m}}.

### Avec la fonction de paiements
L'espace {\displaystyle \sigma } des profils de stratégies est alors un
espace probabilisé tel que :
{\displaystyle \operatorname {Pr} ({\vec {\sigma }}=(\sigma _{1},\sigma _{2},\ldots ,\sigma _{m}))=\operatorname {Pr} _{1}(\sigma _{1})\times \operatorname {Pr} _{2}(\sigma _{2})\times \cdots \times \operatorname {Pr} _{m}(\sigma _{m})}.
La fonction de paiements est alors une variable aléatoire sur
{\displaystyle (\Sigma ,\operatorname {Pr} )}. On en considère alors l'espérance selon {\displaystyle \operatorname {Pr} }.

## Matrice des gains

### Définition
Quand il n'y a que deux joueurs et un nombre suffisamment restreint de
stratégies, il est possible de donner la forme normale d'un jeu sous la
forme d'un tableau à m lignes et n colonnes, où m et n
sont le nombre de stratégies à la disposition du joueur, représentées
respectivement en ligne et en colonne. Les cases du tableau sont alors
remplies avec un doublet donnant les paiements pour chaque joueur si le
résultat du jeu est la paire de stratégies correspondant à la ligne et à la
colonne de la case considérée.

### Exemple
Considérons le jeu connu sous le nom de dilemme du prisonnier. Les deux
joueurs sont deux criminels, entendus en même temps, séparément l'un de
l'autre et sans possibilité de communiquer à propos d'un crime commis en
commun. Chaque prisonnier peut soit nier le crime (C, pour coopérer),
soit plaider coupable et servir de témoin à charge contre son complice
(D, pour dévier). Le résultat de chaque stratégie en nombre d'années de
prison (les paiements sont donc négatifs) est comme suit :
|     | (C)   | (D)     |
| (c) | -1,-1 | -20, 0  |
| (d) | 0,-20 | -10,-10 |

Le premier prisonnier (Ligne) peut donc choisir de coopérer ou de dévier. De même, le deuxième prisonnier (Colonne) peut choisir entre coopérer et dévier. Si les deux coopèrent, ils écopent d'un an de prison chacun. S'ils dévient tous les deux, ils écopent de dix ans chacun. Si Ligne coopère et que Colonne dévie, Colonne est libéré, et Ligne prend vingt ans de prison. Inversement, si Ligne dévie et Colonne coopère, Ligne est libre et Colonne en prend pour vingt ans.